# Pseudolycoriella inexplorata
Pseudolycoriella inexplorata är en tvåvingeart som beskrevs av Hans-Georg Rudzinski 2003. Pseudolycoriella inexplorata ingår i släktet Pseudolycoriella och familjen sorgmyggor. Inga underarter finns listade i Catalogue of Life.